# باغ صفا (مقاطعة بوانات)
باغ صفا (بالفارسية: باغ‌صفا) هي منطقة سكنية تقع في إيران في قسم باغ صفا الريفي. يقدر عدد سكانها بـ 864 نسمة .